# James Southerland
James Southerland (Queens, 28 aprile 1990) è un cestista statunitense, che gioca come ala.

## Carriera

### High school
Southerland frequenta la Cardozo High School di coach Ron Naclerio. Nell'anno di junior, fa segnare una media di 176 punti, 11,3 rimbalzi e 2,6 assist. La squadra raggiunge un record di 22 vinte e 5 perse. Per la stagione 2008-09 si trasferisce alla Notre Dame Prep.

### College
Nelle sue 112 partite in quattro anni a Syracuse, Southerland tiene la media di 7,9 punti e 3,3 rimbalzi tirando con il 45% dal campo. Il 30 novembre 2012 contro Arkansas, segna il suo career-high di 35 punti, pareggiando il record di ateneo per numero di triple realizzate in una singola partita (9). A seguito di questa prestazione, viene eletto Big East Player of the Week. Nel torneo della Big East 2013, Southerland mette a segno nuovi record: maggior numero di triple segnate senza un singolo errore (6, contro Pittsburgh) e numero totale di triple segnate nel torneo, con 17. Nel Torneo NCAA 2013 guida Syracuse alla Final 4, dove gli Orangemen verranno sconfitti da Michigan. Southerland entra a far parte del quintetto migliore della regione Est.

### Carriera professionistica
Dopo non essere stato scelto al Draft gioca la Summer League di Orlando con i Philadelphia 76ers e quella di Las Vegas con i Golden State Warriors.
Il 5 settembre 2013 firma un contratto non garantito con gli Charlotte Bobcats. Southerland trova poco spazio nel roster dei Bobcats e, dopo aver giocato solo una gara in tutta la prima parte di stagione, viene tagliato nel mese di dicembre. Il 19 dicembre firma per i Los Angeles D-Fenders in D-League. Con la franchigia della California fa registrare 14,7 punti e 6,5 rimbalzi in 42 gare di regular season. Queste prestazioni attirano l'interesse dei New Orleans Pelicans che l'11 aprile firmano Southerland per il resto della stagione NBA.
Il 24 settembre firma un contratto annuale non garantito con i Portland Trail Blazers ma viene tagliato ancor prima dell'inizio della stagione NBA. Il giorno seguente firma con i campioni di Francia del Limoges, squadra partecipante all'Eurolega. Con la compagine transalpina Southerland conquista il secondo titolo francese consecutivo anche se trova poco spazio: chiude con una media di 2,3 punti segnati in 20 partite.
Il 5 agosto 2015 firma in Italia alla Vanoli Cremona, dove rimane fino al 15 gennaio 2016.
Il 17 gennaio 2016 firma in Germania al Mitteldeutscher Basketball Club.

## Palmarès

### Squadra
- Campionato francese: 1

Limoges CSP: 2014-15

### Individuale
- All-NBDL All-Rookie Second Team (2014)